# Gianni Zanasi (regista)
Gianni Zanasi (Vignola, 6 agosto 1965) è un regista, sceneggiatore e produttore cinematografico italiano.

## Biografia
Dopo gli studi di Filosofia all'Università di Bologna, si iscrive a una scuola di scrittura teatrale e a un corso di cinema diretto da Nanni Moretti. In seguito frequenta il Centro Sperimentale di Cinematografia di Roma dove, nel 1992, consegue il diploma di regia. Il suo esordio alla regia avviene con Nella mischia (1995), opera prima selezionata alla "Quinzaine des Realisateurs" del Festival di Cannes.
Nel 1999 gira Fuori di me e A domani, presentato in concorso al Festival di Venezia. Del 2004 è il documentario La vita è breve ma la giornata è lunghissima, girato con Lucio Pellegrini e "menzione speciale della giuria" alla Mostra del cinema di Venezia, mentre nel 2007 presenta Non pensarci, commedia amara con protagonista Valerio Mastandrea e Giuseppe Battiston. Il film si distingue per critiche positive, notabilmente da parte di Paolo Mereghetti: "i luoghi comuni della 'finzione all'italiana' sono aggirati, evitati o ribaltati (...) con una leggerezza e una ironia che conquistano".
Zanasi torna alla regia cinematografica dopo una parentesi televisiva di Non pensarci - La serie, con La felicità è un sistema complesso. Nel film, ancora una volta, recitano Valerio Mastandrea e Giuseppe Battiston; la colonna sonora originale è firmata Niccolò Contessa, in arte I Cani.

## Filmografia

### Cinema
- Le belle prove – cortometraggio (1993)
- Nella mischia (1995)
- A domani (1999)
- Fuori di me (2000)
- La vita è breve ma la giornata è lunghissima – documentario (2004)
- Non pensarci (2007)
- La felicità è un sistema complesso (2015)
- Troppa grazia (2018)
- War - La guerra desiderata (2022)

### Televisione
- Ragazze e ragazzi – miniserie TV (2003)
- Padri e figli – serie TV (2005)
- Non pensarci - La serie – serie TV (2009)